# Stille AB
Stille AB är ett svenskt industriföretag med tillverkning av kirurgiska instrument och andra medicintekniska produkter. Företaget har verkat på olika platser och finns sedan år 2013 i Torshälla.

## Historik

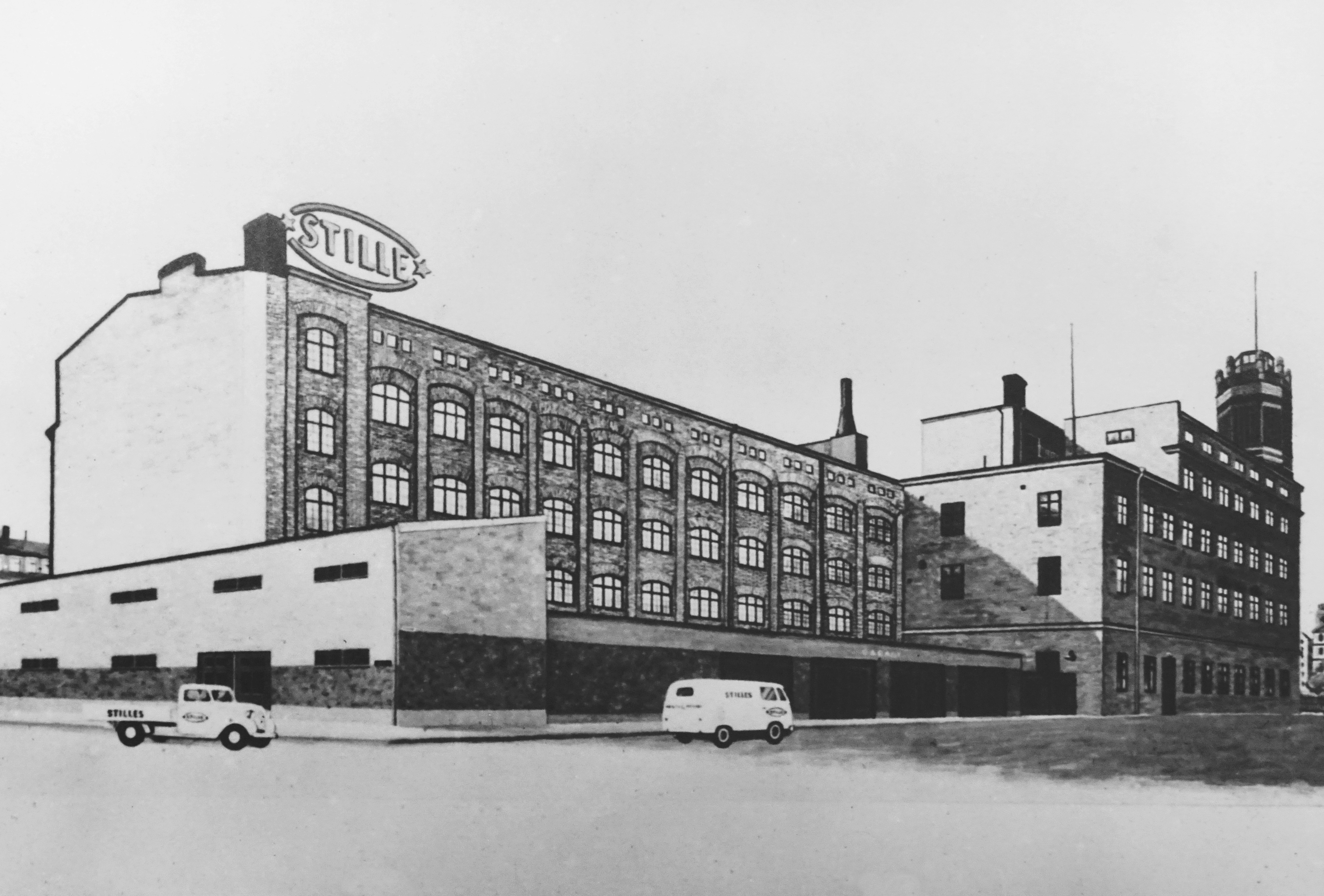
Fabriksbyggnaden i kvarteret Fiskaren mindre 14 mot Fiskargatan, 1950-tal.

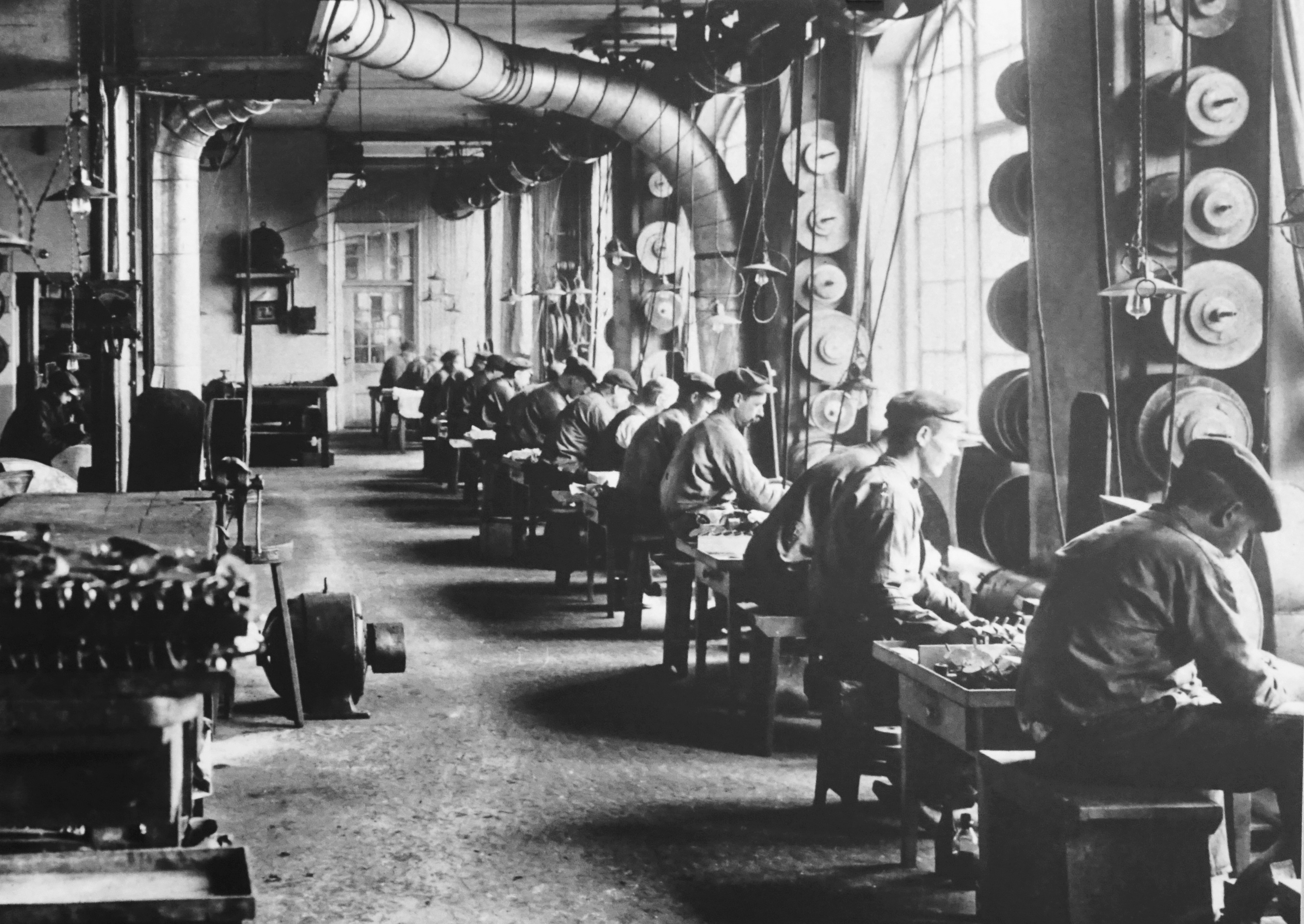
Fabriken vid Svartensgatan 21-25.

Stille grundades 1841 av Albert Stille som en verkstad för kirurgiska instrument i anslutning till Karolinska institutet, vid Serafimerlasarettet på Kungsholmen i Stockholm. Företaget tillverkade kirurgiska instrument, bandage och proteser, och sålde och direkt till konsumenter i egna butiker. Efter Albert Stilles död 1893 övertog sonen Max Stille (1854–1906) över ledningen. Företaget hade då omkring 100 anställda.
År 1910 slogs Stille ihop med Instrument- och förbandsaktiebolaget Ch. O. Werner under namnet AB Stille-Werner. Instrument tillverkades på Kaplansbacken 3 på Kungsholmen och senare på Fiskargatan 6 (se Bångska huset) och i Televerkets gamla fabrik vid Svartensgatan 21-25 (se fastigheten Fiskaren mindre 14). Bandagetillverkning skedde på Fiskargatan 9 och protestillverkningen på Hantverkargatan 4.
Företaget drabbades av den ekonomiska nedgången efter första världskriget. I slutet av 1920-talet påverkade den stora depressionen företaget, och var 1931 konkursmässigt. Efter Krügerkraschen hamnade Stille-Werner under Svenska Inteckningsgaranti AB:s (SIGAB:s) kontroll och SIGAB utsåg 1932 Nils Westerdahl till styrelseordförande.
Nils Westerdahl övertog företaget 1938. En ny expansionsperiod påbörjades under 1930-talet, och fortsatte under andra världskriget och efteråt. Företaget introducerade bland annat varumärkena Sanisept för dambindor och Bambino för blöjor. Stille-Werner drev också en kedja av detaljhandelsbutiker. År 1935 fanns 55 butiker på alla större orter i Sverige, varav tio i Stockholm. 
Stille-Werner köpte de båda instrumentföretagen i Eskilstuna Eisa 1951 och Broli 1959. År 1974 köptes företaget av Mo och Domsjö AB och Matts Carlgrens holdingbolag Sanna Holding. Det senare gick i konkurs 1993, varefter Linc Invest köpte ut instrumentföretaget från konkursboet.
Från 1990-talet har all tillverkning av instrument skett i Eskilstuna kommun. År 2002 slogs Stille samman med det år 1984 grundade importföretaget Sonesta AB och börsnoterades på Stockholmsbörsen. Tillverkningen flyttades år 2013 till Torshälla och produktionen har renodlats till instrument och kirurgibord samtidigt som Sonestas produktlinje har avvecklats.
Företaget hade en omsättning av 89,1 miljoner kronor 2013. Antalet anställda var 50 vid slutet av år 2013.